# Mil Palmeras
Mil Palmeras est une cité balnéaire située dans la commune de Pilar de la Horadada (18 051 habitants) dans la  province de Alicante à l'est de l'Espagne.

## Présentation
Mil Palmeras est un village côtier né comme urbanisation adjacente, proche également de la réserve naturelle du «Rio Seco» 
(traduit littéralement : Rivière Asséchée) qui parcourt quelque 16 km et traverse tout Pilar de la Horadada.